# Jaime Lannister
Jaime Lannister es un personaje de la saga Canción de hielo y fuego del escritor George R. R. Martin. Es representado como el hijo del astuto y calculador Tywin Lannister, Señor de Roca Casterly, contando con capítulos propios a partir del libro Tormenta de espadas.
Caballero de la Guardia Real y rompecorazones, Jaime mantiene una relación incestuosa con su hermana Cersei de la que nacieron tres hijos. Si bien en la obra surge como antagonista en los dos primeros volúmenes, a partir del tercero comienza a sufrir un proceso de redención que le hace adquirir un carácter más complejo.
En la adaptación televisiva llevada a cabo por la HBO, Juego de tronos, el personaje es interpretado por el actor danés Nikolaj Coster-Waldau.

## Concepción y diseño
Jaimie se nos presenta como un avezado guerrero, orgulloso y arrogante, de actitud provocadora. Capaz de ser caballeroso y encantador, pero también cruel y despiadado en ocasiones, Jaime es un hombre despreciado por el pueblo por asesinar al rey que juró defender. Jaime lo consideró el hecho más bondadoso de su vida, pero debido a que los motivos por los que lo hizo permanecieron ocultos para todo el mundo, comenzó a ser apodado Matarreyes por ello, un mote que le puso el mismo rey Robert Baratheon.
Su apariencia física es también uno de sus rasgos más característicos. Descrito como un hombre de excepcional belleza, el personaje de Jon Nieve creía que Jaime tenía la apariencia de un rey, y Bran Stark afirmó que se asemejaba a los caballeros de las leyendas. En batalla es valeroso y aguerrido, de genio vivo, pero no carece de astucia. En cuanto a su personalidad, su hermano Tyrion afirmó que pocas eran las cosas que Jaime se tomaba realmente en serio. Su desdén por la política causó decepción en su padre, que siempre quiso que lo sucediera como señor de Roca Casterly.

Jaime no se molestaría en desatar un nudo si pudiera cortarlo con su espada.
Tyrion Lannister sobre su hermano mayor

Manteniendo una relación incestuosa con su hermana Cersei desde que ambos descubrieron su sexualidad, Jaime es un hombre tremendamente influenciado por ella. La mayor parte de decisiones trascendentales a lo largo de la historia de Jaime las ha tomado, de una manera u otra, debido a ella. Por Cersei se une a la Guardia Real, cuando ella lo seduce y lo insta a que se una la Guardia como forma de evitar casarse con Lysa Tully. Cuando es tomado prisionero por los Stark, su único anhelo es conseguir ser libre para volver a regresar con ella. Sin embargo, tras perder su mano y viajar junto a Brienne de Tarth, Jaime experimenta un «renacimiento», por el cual decide reparar el honor que ha perdido a lo largo de su vida. A raíz de su decisión, tras regresar a Desembarco del Rey, su relación con Cersei se enfría hasta el punto de que él considera que lo que ha vivido con ella ha sido una mentira y comienza a presenciar cómo es realmente Cersei.
La historia de Jaime es el cuento del «caballero desdichado». Desde que tenía uso de razón, el personaje de Jaime Lannister únicamente demostró pasión por la caballería y su gran ambición era ser un personaje legendario como caballeros contemporáneos suyos como Ser Arthur Dayne o Ser Barristan Selmy. El día que fue introducido a la Guardia Real es, según declara el propio personaje, el día más feliz de su vida. Pero tras presenciar que el rey únicamente lo hizo como forma de ofender a su padre, que Cersei no iba a estar junto a él, y que el rey era un hombre mentalmente inestable que provocaba daño hacia todos los que le rodeaban, Jaime se cuestionó por primera vez sus valores y su juramento. El asesinato del rey Aerys, si bien lo hizo para salvar a la población de Desembarco del Rey de un genocidio, socavó el honor que pudiera poseer de por vida. Ya finalmente, cuando en Tormenta de espadas pierde la mano derecha, pierde la esencia de sí mismo.

Estaba débil después del encarcelamiento y tenía las muñecas encadenadas. De estar en plena forma y sin cadenas, no habría habido caballero en los Siete Reinos capaz de derrotarlo. Jaime había cometido muchos actos de maldad, pero ¡cómo luchaba! Mutilarlo había sido una crueldad monstruosa. Una cosa era matar a un león, y otra cortarle una zarpa y dejarlo tullido y anonadado.
Brienne de Tarth sobre Jaime

## Historia

### Antes de la saga
Jaime fue el primer hijo de Lord Tywin Lannister, Señor de Roca Casterly y Guardián del Occidente, siendo hermano mellizo de Cersei Lannister. Desde niños, Jaime y Cersei fueron inseparables e incluso llegaron a ser sorprendidos experimentando con su cuerpo. Cuando su madre se enteró separó sus aposentos y les prohibió volver a hacerlo. Su madre moriría dando a luz a su hermano Tyrion que resultó nacer padeciendo enanismo. Jaime fue el único de su familia que llegó a profesar amor y afecto genuino a su hermano, a diferencia de su padre y hermana.
Siendo joven fue enviado como paje del señor de la Casa Crakehall y también luchó contra la Hermandad del Bosque Real, siendo armado caballero por un legendario espadachín de Poniente, Ser Arthur Dayne. Al regresar a casa, su hermana Cersei le dijo que su padre pretendía casarlo con Lysa Tully, así que recomendó a Jaime unirse a la Guardia Real para evitar el casamiento y así estar cerca de ella, lo que él aceptó. Sin embargo, los planes saldrían mal para ellos cuando Tywin renunció a su cargo como Mano del Rey y regresó a Roca Casterly con Cersei. Jaime se dio cuenta de que el rey Aerys II Targaryen solo le había aceptado en la Guardia Real con el objetivo de ofender a Tywin, de quien estaba profundamente celoso.
Jaime fue testigo de cómo el rey descendía más y más en la locura. Observó cómo se desencadenaba la Rebelión de Robert y fue el único Guardia Real que permaneció todo el tiempo cerca del rey Aerys, como una manera de evitar que su padre se uniera a los rebeldes. Cuando la guerra empezaba a estar perdida para los Targaryen, el rey Aerys ordenó esconder grandes cantidades de fuego valyrio debajo de Desembarco del Rey con la intención de prenderlo cuando llegaran los rebeldes. Para evitar este genocidio, Jaime asesinó al rey Aerys cuando este le pidió que matara a su padre (que estaba saqueando Desembarco del Rey) y después eliminó a todos los piromantes. Cuando Eddard Stark llegó a tomar posesión del Trono de Hierro para Robert Baratheon, se encontró a Jaime sentado en él. Lord Stark recomendó a Robert enviar a Jaime a la Guardia de la Noche por romper sus votos, pero Robert le perdonó y Jaime siguió sirviendo en la Guardia Real. A partir de ese momento sería conocido con el apodo de «Matarreyes».
Para consolidar la alianza del Trono de Hierro y la Casa Lannister, Robert se casó con Cersei. Durante los años de reinado de Robert, Jaime y Cersei mantuvieron frecuentes relaciones incestuosas que dieron tres hijos: Joffrey, Myrcella y Tommen.

### Juego de tronos
Jaime forma parte de la comitiva que viaja a Invernalia para nombrar a Lord Eddard Stark como Mano del Rey. Durante su estancia en Invernalia, Jaime y Cersei son descubiertos por Bran Stark manteniendo relaciones sexuales, de modo que Jaime lo arroja desde la torre donde estaban para evitar que lo divulgue. Bran no muere, pero queda tullido de por vida.
Ya en Desembarco del Rey, Lord Stark observa que la influencia de Cersei en Robert para con Jaime es decisiva; por influencia suya, Robert nombró a Jaime Guardián del Oriente y también intentó que lo nombrara Mano del Rey. A raíz del intento de asesinato de Bran Stark, Catelyn Tully, esposa de Ned Stark, arresta a Tyrion Lannister acusándole del intento de homicidio. Jaime y sus hombres emboscan a Lord Stark en las calles de la capital, matan a sus hombres y dejan herido a Lord Eddard. Jaime huye posteriormente de Desembarco del Rey para unirse a su padre que reúne un ejército con el que invadir las Tierras de los Ríos en represalia al arresto de Tyrion. Jaime dirige a los ejércitos Lannister que derrotan a los ribereños en la Batalla del Colmillo Dorado, lo que deja expedito el paso hacia Aguasdulces a los occidentales. Jaime persigue a los ribereños hasta Aguasdulces, donde captura a Edmure Tully y pone asedio al bastión.
Robb Stark, al enterarse del arresto de su padre, reúne un ejército de norteños y parte al sur. Los norteños derrotan a Jaime y su ejército en la Batalla del Bosque Susurrante donde Jaime es capturado después de eliminar a cinco hombres y el asedio sobre Aguasdulces es roto. Jaime es mantenido cautivo en Aguasdulces mientras es nombrado en ausencia como Lord Comandante de la Guardia Real por orden del nuevo rey Joffrey Baratheon.

### Choque de reyes
Los Lannister efectúan intentos por liberar a Jaime, que se halla viajando cautivo con el ejército norteño. Tyrion Lannister, nueva Mano del Rey en funciones, envía hombres para liberarlo pero fracasa, por esto, Jaime es encerrado en Aguasdulces. Robb Stark rechaza devolver a Jaime a cambio de sus hermanas Sansa y Arya. Cuando Catelyn Tully se entera de la muerte de sus hijos Bran y Rickon envía a Brienne de Tarth para interrogar a Jaime.

### Tormenta de espadas
Catelyn envía a Jaime bajo la custodia de Brienne de Tarth para enviarlo a Desembarco del Rey e intercambiarlo por sus hijas. De camino escapan de una emboscada preparada por hombres de la Casa Ryger pero caen prisioneros de la Compañía Audaz de Vargo Hoat, que ahora luchaban por los norteños tras traicionar a los Lannister. El propio Vargo Hoat ordena que a Jaime se le ampute la mano derecha. Jaime y Brienne son trasladados a Harrenhal que se hallaba en manos de Roose Bolton.
Sin su mano derecha, Jaime pierde su capacidad de lucha, y con ella, sus ganas de vivir. Brienne le insta a que viva para vengarse y por su familia. Mientras ambos estaban en un baño, Jaime le confiesa por qué asesinó al rey Aerys II Targaryen, siendo la primera persona a lo que se lo cuenta. Tras hablar con Lord Bolton, este se compromete a liberarlo siempre y cuando le absuelva a él de la pérdida de su mano. Jaime es enviado a Desembarco del Rey mientras Brienne permanece en Harrenhal bajo la custodia de la Compañía Audaz, que quedaron bajo el control del bastión por orden de Roose Bolton. Sin embargo, Jaime regresa a Harrenhal y rescata a Brienne que estaba luchando contra un oso para diversión de la Compañía Audaz.
Llegan a Desembarco del Rey tras la muerte del rey Joffrey. Jaime tiene que salvar a Brienne de las acusaciones de Loras Tyrell que la culpaba del asesinato de Renly Baratheon. Jaime llega al Gran Septo de Baelor y se reencuentra con Cersei, manteniendo relaciones frente al cadáver de Joffrey. Sin embargo, su relación con Cersei ya no es la misma, por las experiencias que vivió junto a Brienne que han influido en su personalidad. Jaime se niega a renunciar a la Guardia Real y regresar a Roca Casterly, tal y como le pedía su padre Lord Tywin. Brienne parte entonces a buscar a Sansa Stark y Jaime le entrega su espada de acero valyrio, a la que Brienne pone el nombre de Guardajuramentos.
Tyrion es arrestado acusado de asesinar al rey Joffrey. Jaime rehúsa a creer que sea culpable y obliga a Varys a que libere a Tyrion. Ambos se despiden y Jaime le confiesa que Tysha, la prostituta con la que Tyrion se casó, realmente le amaba y no era prostituta. Furioso, Tyrion golpea a Jaime y afirma ser el responsable de la muerte de Joffrey (algo que es mentira) y que Cersei se ha estado acostando con su primo Lancel y con los hermanos Kettleblack. En su huida, Tyrion asesina a Lord Tywin.

He perdido una mano, un padre, un hijo, una hermana, una amante, y pronto perderé un hermano. Y aún continúan diciendo que la Casa Lannister ha ganado la guerra.
Pensamientos de Jaime Lannister

### Festín de cuervos
Jaime permanece velando el cuerpo de Tywin Lannister. Cersei le pide que asuma el cargo de Mano del Rey, a lo que Jaime se niega para furia de Cersei. Su relación se vuelve cada vez más tirante; se obsesiona con la afirmación de Tyrion de que Cersei le había sido infiel y se percata de que las decisiones de gobierno de Cersei están sumiendo a los Siete Reinos en el caos. Cersei le encarga entonces viajar a las Tierras de los Ríos para tomar Aguasdulces, que aún se hallaba bajo control de Brynden Tully, y acabar con los focos de resistencia al Trono de Hierro. Antes de irse se forja una mano derecha de oro puro. Para poder entrenarse con la mano izquierda se lleva a Ser Ilyn Payne, ya que debido a que este es mudo y analfabeto no podrá contar que ahora es incapaz de luchar.
Jaime llega a Harrenhal y después a Darry donde se encuentra con su primo Lancel, de quien Tyrion decía que se acostaba con Cersei. Tras hablar con él, Lancel le confiesa que se acostaba con ella y también su participación en el asesinato del rey Robert Baratheon.
Finalmente Jaime llega a Aguasdulces donde es testigo de la incompetencia de Ryman Frey, que dirige el asedio de la Casa Frey. Jaime trata de parlamentar con Edmure Tully, antiguo Señor de Aguasdulces y de las Tierras de los Ríos, la entrega del bastión. Jaime promete que si los Tully rinden Aguasdulces permitirá a su guarnición unirse a la Guardia de la Noche, y cuando el hijo de Edmure con Roslin Frey nazca lo llevará a Roca Casterly para que los tres vivan como rehenes de los Lannister. Si se niega asediará el bastión y eliminará a sus ocupantes, después matará a su hijo cuando su mujer de a luz; Edmure da órdenes a Ser Brynden Tully de que rinda la fortaleza pero permite a este escapar, después es llevado a Roca Casterly como prisionero.
Jaime recibe una carta de Cersei donde le pide ayuda. Cersei ha sido arrestada por la Fe de los Siete acusada de adulterio, incesto y traición y pide que Jaime sea su campeón en un juicio por combate, pero él quema la carta y decide no contestar.

### Danza de dragones
Jaime llega hasta Árbol de Cuervos, bastión de la Casa Blackwood y el último que permanecía leal a Robb Stark. El castillo está bajo asedio de Lord Jonos Bracken, pero se está prolongando demasiado y cunde la indisciplina. Tras hablar con Lord Bracken, Jaime se entrevista con Lord Tytos Blackwood y pacta la rendición del bastión a cambio de tierras, oro y enviar un rehén a Desembarco del Rey. Jaime llega entonces a un pueblo cercano donde se les niega la entrada. Pero ya en el pueblo, Jaime recibe una visita inesperada, siendo Brienne de Tarth la cual proclama que ha encontrado a Sansa Stark pero que Sandor Clegane la matará sino va él con ella.

## Adaptación televisiva

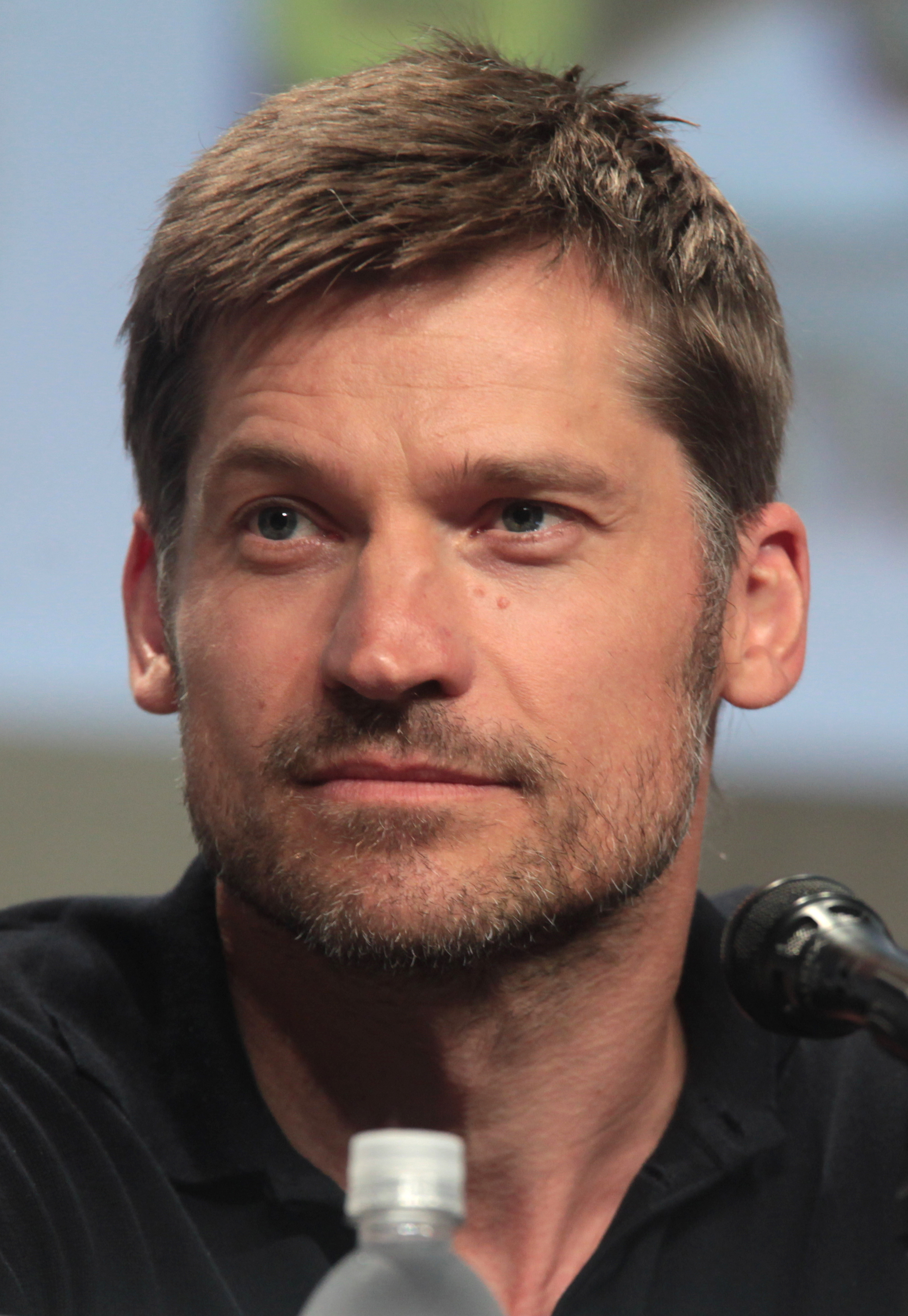
Nikolaj Coster-Waldau interpreta a Jaime.

El actor Nikolaj Coster-Waldau interpreta a Jaime Lannister desde la primera temporada hasta la actualidad.

### Primera temporada
En su primera escena, Jaime y su hermana Cersei Lannister (Lena Headey) contemplan el cadáver de Jon Arryn. Cersei insta a Jaime a ocupar el cargo de Mano del Rey dejado vacante por Lord Arryn, pero Jaime rehúsa, afirmando que: «sus años son muy cortos y sus días muy largos».
Jaime forma parte de la comitiva del rey Robert Baratheon (Mark Addy) que llega a Invernalia. Aprovechando la ausencia del rey, Jaime y Cersei se esconden en una torre para mantener relaciones sexuales; en ese momento, Bran Stark (Isaac Hempstead-Wright) los observa en pleno acto. Para evitar que pudiera divulgarlo, Jaime empuja al muchacho por la ventana.
De regreso a Desembarco del Rey, Jaime es el primero en recibir a Lord Eddard Stark (Sean Bean) en la capital. Jaime comenta cómo el padre y el hermano de Lord Stark fueron ejecutados por el rey Aerys II Targaryen, y que lo que hizo con Aerys fue justicia; Lord Stark cree que Jaime únicamente le sirvió cuando hacerlo era lo más fácil. Poco después llega un mensaje con la noticia de la recuperación de Bran Stark, lo que inquieta a Cersei.
Tras oír las noticias de que Catelyn Tully (Michelle Fairley), la esposa de Lord Stark, ha secuestrado a su hermano Tyrion, Jaime confronta a Lord Stark con sus hombres a la salida de un burdel. Jaime ordena a sus hombres que eliminen a los guardias de la Mano, mata a Jory, y después combate contra Lord Eddard mano a mano. En mitad del combate, uno de sus hombres hiere a Lord Stark en la pierna, lo que enfurece a Jaime.
Su padre, Tywin Lannister (Charles Dance), invade las Tierras de los Ríos en represalia por el arresto de su hijo. Jaime acude junto a él para comandar las huestes de los Lannister. Tywin se muestra preocupado por la actitud de su hijo, y afirma que esta nueva guerra decidirá el devenir del futuro de la Casa Lannister. Decide enviar a Jaime con 30.000 hombres para asediar Aguasdulces, el bastión de la Casa Tully.
En su ausencia, Jaime es nombrado Lord Comandante de la Guardia Real, en sustitución de Ser Barristan Selmy, quien es destituido.
Las hazañas de Jaime se extienden como la pólvora; tras derrotar a los señores ribereños en el Colmillo Dorado, los pone en fuga y comienza el asedio de Aguasdulces. Ante estas noticias, Robb Stark (Richard Madden), el hijo de Lord Eddard Stark, acude al Sur con un ejército de norteños. Robb, al mando de sus hombres, sorprende a Jaime y lo derrota en la Batalla del Bosque Susurrante; Jaime, viendo la batalla perdida, intentó eliminar a Robb, pero fue desarmado y capturado.

### Segunda temporada
Aún prisionero de los Stark, Jaime recibe la visita de Robb Stark, con la noticia de que Stannis Baratheon (Stephen Dillane) ha enviado cartas diciendo que los hijos del difunto rey Robert y Cersei son bastardos, siendo en realidad hijos de Jaime y Cersei; Jaime lo niega.
Alton Lannister (Karl Davies), primo de Jaime, es recluido en su celda. Viendo una oportunidad para escapar, Jaime asesina a Alton y después a su captor, Torrhen Karstark, aunque termina dando igual, pues es capturado y encarcelado de nuevo. Catelyn visita entonces a Jaime junto a una mujer, Brienne de Tarth (Gwendoline Christie). Catelyn libera a Jaime y lo pone bajo la custodia de Brienne con la misión de que lo escolte hasta Desembarco del Rey y lo intercambie por sus hijas.

### Tercera temporada
Jaime viaja por las Tierras de los Ríos escoltado por Brienne de Tarth. Mientras cruzaban un río, Jaime aprovecha un despiste de Brienne para arrebatarle una de sus espadas. Jaime, aún atado y debilitado, es capaz de combatir eficientemente contra Brienne. La pelea es detenida por la llegada de unos jinetes de la Casa Bolton comandados por un tal Locke (Noah Taylor). Locke se lleva a Jaime y a Brienne prisioneros con la intención de devolverlos con el Rey en el Norte.
Cautivos de los Bolton, Jaime salva a Brienne de ser violada por los hombres de Locke argumentando que su padre es un hombre muy rico, señor de la Isla Zafiro, y que pagará su peso en zafiros si la consigue sana y salva. Jaime trata de emplear su elocuencia para que Locke lo libere, pero aunque en un principio Locke mantiene una actitud cortés para con Jaime, lo lleva ante un tocón y termina cortándole la mano.
Tras perder su mano, Jaime cae en una profunda depresión y lo único que tiene en mente es dejarse morir, además de tener que sufrir los abusos de Locke y sus hombres. Jaime y Brienne son llevados a Harrenhal, donde Locke los deja en la custodia de Roose Bolton (Michael McElhatton), uno de los abanderados de Robb Stark. A través de Lord Bolton, Jaime se entera de que Stannis fue derrotado a las puertas de Desembarco del Rey y que su hermana está a salvo. Lord Bolton lo pone bajo los cuidados de Qyburn (Anton Lesser), un ex-maestre que le cura el muñón del brazo.
Jaime y Brienne se reencuentran en uno de los baños de Harrenhal.Mientras se duchaban, Jaime le cuenta la historia de qué sucedió con el rey Aerys; el Rey Loco, sabiendo que había perdido una guerra que él mismo había causado, ordenó almacenar grandes cantidades de fuego valyrio en el subsuelo de Desembarco del Rey. Al oír que las tropas de Tywin Lannister estaban a las puertas de la ciudad. El rey locó le ordenó a Jaime entregarle la cabeza de su padre y después les ordenó a sus alquimistas que prendieran el fuego, razón por la cual Jaime asesinó a los alquimistas y después al rey para evitar una masacre en Desembarco del Rey. Al contarle a Brienne, preso de la conmoción que poseía se desmaya en brazos de su compañera, la cual lo llama por primera vez por su nombre.
Jaime y Brienne se reúnen con Lord Bolton. Este permitirá a Jaime llegar hasta Desembarco del Rey, siempre y cuando le exima de la culpa de la pérdida de su mano. Lord Bolton no permite a Brienne marchar con él, teniéndose que quedarse en Harrenhal. De camino a la capital, Jaime comienza a sentirse culpable por haber dejado a Brienne en Harrenhal y obliga a sus escoltas a volver a la fortaleza. Allí tiene que rescatar a Brienne de un inmenso oso que los hombres de Roose Bolton habían lanzado para que «luchara» con Brienne.
En el último episodio, Jaime llega a Desembarco del Rey, totalmente irreconocible para el pueblo debido a su aspecto. En la Fortaleza Roja se reencuentra con Cersei, la cual percibe la ausencia de su mano.

### Cuarta temporada
Lord Tywin le regala a Jaime una nueva espada de acero valyrio, fabricada a partir de Hielo, el mandoble ancestral de la Casa Stark. Por otro lado, Tywin quiere que Jaime abandone la Guardia Real y se disponga a ejercer como señor de Roca Casterly en su ausencia. Jaime no tiene intención de abandonar la Guardia; Tywin responde que ya no lo considerará más un Lannister.
Qyburn fabrica para Jaime una mano de oro que ubica en su muñón. Jaime recibe la visita de Cersei, la cual se muestra cada vez más frío con él. Jaime, confuso, afirma que todo lo que ha hecho lo hizo para poder volver a estar a su lado; Cersei replica que: «has tardado demasiado». Después, Jaime se reúne con su hermano Tyrion (Peter Dinklage), a quien confiesa que desde que perdió la mano es completamente inútil en el manejo de la espada; Tyrion propone que entrene con Bronn (Jerome Flynn).
El rey Joffrey Baratheon (Jack Gleeson) contrae matrimonio finalmente. Jaime, como Lord Comandante de la Guardia Real, se encarga de su seguridad, pero pese a sus preparativos, Joffrey es envenenado y fallece en brazos de su madre. El cadáver de Joffrey será velado en el Gran Septo de Baelor; en una escena que causó polémica, Jaime visita el septo y viola a su hermana Cersei delante del cadáver de Joffrey, la cual se resiste por la «poca idoneidad» del espacio pero resulta inútil ya que Jaime es más fuerte que ella.
Brienne visita a Jaime con la intención de que cumpla el juramento que le hizo a Lady Catelyn Stark. Jaime replica que Catelyn está muerta, Arya Stark probablemente también, y Sansa es ahora una Lannister por matrimonio, ya que se casó con su hermano Tyrion. Tras meditarlo, Jaime le entrega a Brienne su espada de acero valyrio y le encarga la misión de recuperar a las muchachas Stark en su nombre.
Tyrion, acusado de instigar el asesinato de Joffrey, es juzgado por el propio Lord Tywin. Jaime, creyendo que su hermano es inocente y que todo es una conspiración de Cersei, propone a su padre que permita a Tyrion unirse a la Guardia de la Noche y a cambio él renunciará a la Guardia Real para asumir su puesto como señor de Roca Casterly; Tywin acepta. Sin embargo, Tyrion decide no confesar y demandar un juicio por combate para dilucidar su inocencia. Jaime visita entonces a Tyrion en prisión, donde confiesa que sus habilidades con la espada son demasiado mediocres como para poder serle de utilidad. Ambos se resignan al destino y Tyrion será declarado culpable cuando su campeón, el príncipe Oberyn Martell (Pedro Pascal), es derrotado por Ser Gregor Clegane (Hafþór Júlíus Björnsson), el campeón de Cersei.
Pese a que Cersei trata de seducirlo, Jaime decide liberar a Tyrion con la ayuda de Varys (Conleth Hill). Antes de marcharse, Tyrion se cuela en los aposentos de Lord Tywin y lo asesina mientras se hallaba en la letrina.

### Quinta temporada
Jaime es el encargado de velar el cadáver de su padre en el Gran Septo de Baelor. Cersei, intuyendo que Jaime ayudó a Tyrion escapar, afirma que él es tan responsable como Tyrion del asesinato de Tywin.
Tras recibir un mensaje, Cersei decide enviar a Jaime a Dorne, creyendo que su hija, la princesa Myrcella Baratheon (Nell Tiger Free), puede estar en peligro. Antes de partir decide hacer una visita a Bronn, con la intención de que este lo acompañe, ya que desea partir de incógnito para evitar crear un conflicto con los Martell de Dorne.
Nada más llegar a Dorne, Jaime y Bronn tienen una escaramuza con unos soldados dornienses. Disfrazándose de soldados, Jaime y Bronn llegan a los Jardines del Agua, residencia del príncipe Doran Martell (Alexander Siddig). Allí se topan con la princesa Myrcella y con su prometido, el príncipe Trystane (Toby Sebastian). El encuentro se ve interrumpido por la llegada de las Serpientes de Arena (las hijas bastardas del príncipe Oberyn), quienes comienzan a pelear contra Jaime y Bronn. El combate es detenido por la llegada de Areo Hotah (Deobia Oparei) y sus hombres, los cuales ponen bajo arresto tanto a las Serpientes de Arena como a Jaime y Bronn.
Jaime recibe la visita de Myrcella, a quien pretende llevar de vuelta a Desembarco del Rey creyendo que está en peligro. Myrcella se niega, afirmando que está enamorada de Trystane y que se quedará en Dorne con él. Después, en una reunión con el príncipe Doran y la viuda de Oberyn, Ellaria Arena (Indira Varma), Jaime reconoce por qué ha venido a Dorne. Doran se disculpa por todo lo que ha sucedido y proclama que mantendrá la alianza entre Dorne y el Trono de Hierro; todos parecen responder bien ante esta decisión, todos menos Ellaria Arena.
En los muelles, Jaime y Myrcella se preparan para regresar a Desembarco del Rey. Ya en el barco, Myrcella reconoce ante Jaime que sabe la verdad que hay entre él y su madre, pero alegrándose de que él sea su padre. En ese momento, Myrcella comienza a sangrar y fallece en los brazos de Jaime, envenenada por Ellaria.

### Sexta temporada
Jaime llega con el cadáver de Myrcella a Desembarco del Rey. Cersei, consternada, le cuenta la profecía que le hizo Maggy la Rana, sobre cómo ella sería reina hasta que una más joven la destronara y cómo sus tres hijos reinarían y morirían. 
Tras hablar con el rey Tommen Baratheon (Dean-Charles Chapman), Jaime descubre que la capital está gobernada por el Gorrión Supremo (Jonathan Pryce), quien además prohíbe a Cersei salir de la Fortaleza Roja. Furioso, Jaime confronta al Gorrión Supremo con la intención de matarlo, pero al ver la cantidad de gorriones que lo protegen, decide echarse para atrás.
Jaime y Cersei se presentan en el Consejo Privado de su tío Kevan Lannister (Ian Gelder). En un principio, ninguno de los asistentes quiere colaborar con ellos, pero cuando Cersei les informa que el Gorrión Supremo planea someter a Margaery al Paseo de la Penitencia, finalmente acuerdan trabajar juntos. Jaime persuade a Kevan para que permita entrar a los ejércitos de la Casa Tyrell con los que asaltar el Gran Septo de Baelor y liberar a Margaery y Loras.
Jaime, junto a Lord Mace Tyrell (Roger Ashton-Griffiths), encabeza el ejército Tyrell rumbo al Gran Septo. Pero cuando se disponían a iniciar el asalto, el Gorrión Supremo declara que la Fe y la Corona vuelven a ser uno, observando cómo Margaery es puesta en libertad, mientras Tommen respalda al Gorrión Supremo. Debido a su intento de acción contra la Fe, el rey Tommen decide remover a Jaime de la Guardia Real, y en su lugar decide enviarlo a tomar Aguasdulces, que aún resiste bajo el mando de Brynden Tully (Clive Russell), más conocido como Pez Negro.
Jaime, junto a Bronn, llega a Aguasdulces, dándose cuenta de que el asedio que los Frey mantienen sobre la fortaleza es un absoluto desastre. Los Frey además mantienen cautivo a Edmure Tully (Tobias Menzies) y amenazan con ahorcarlo si el Pez Negro no se rinde, pero este hace caso omiso de sus amenazas. Jaime decide entonces parlamentar con Ser Brynden, el cual parece evidente que no tiene ninguna intención de rendirse y rechaza cualquier pacto con un «rompejuramentos» como Jaime.
Antes del asalto, Jaime recibe la visita de Brienne de Tarth, la cual ha llegado enviada por Sansa Stark para lograr que el Pez Negro se una a ella en el Norte. Jaime le permite encontrarse con él si eso facilita la rendición del bastión, pero resulta igualmente inútil. Jaime decide visitar entonces a Lord Edmure, el cual es tratado de forma penosa por sus captores Frey. Jaime trata de persuadir a Lord Edmure de que convenza a su tío de rendir Aguasdulces, o si no amenaza con matar a todo Tully que encuentre; Edmure termina aceptando. Esa misma noche, la guarnición de Aguasdulces permite a Edmure entrar, y este ordena rendirla. Una vez dentro de Aguasdulces, Jaime pide que le traigan al Pez Negro, cuando uno de sus hombres le informa de que ha muerto combatiendo. Al mismo tiempo, observa a Brienne marchándose río abajo.
Jaime se traslada con su ejército a Los Gemelos, el castillo de la Casa Frey. Lord Walder Frey (David Bradley) celebra un banquete para conmemorar la reconquista de Aguasdulces. Lord Walder se ríe del hecho de que un afamado caballero como el Pez Negro falleciera combatiendo contra unos simples soldados, lo que termina por irritar a Jaime. Tras eso, amenaza con retirar el apoyo de los Lannister a los Frey si tienen que continuar ayudándoles a mantener el control de las Tierras de los Ríos.
Mientras se hallaba en las proximidades de Desembarco del Rey, Jaime observa cómo arde el Gran Septo de Baelor y sus inmediaciones. Tras llegar a la Fortaleza Roja, observa cómo Cersei es coronada como Reina de los Siete Reinos.

### Séptima temporada
A pesar de su incomodidad ante las circunstancias que llevaron a la coronación de Cersei, Jaime permanece leal a su hermana. Con Daenerys Targaryen (Emilia Clarke) y sus fuerzas navegando hacia Poniente, Cersei acepta casarse con Euron Greyjoy (Pilou Asbæk) después de la guerra contra Daenerys, pero continúa su relación con Jaime, ya no tratando de ocultar su intimidad a sus sirvientes. 
Sabiendo que los Tyrell y los Martell se han puesto de lado de Daenerys gracias a las acciones de Cersei, Jaime trata de ganarse la lealtad de Randyll Tarly (James Faulkner). A cambio de nombrarle Guardián del Sur, lord Tarly acepta abandonar a los Tyrell y unirse al Trono de Hierro. Aprovechando que los Inmaculados de Daenerys se hallan concentrados atacando Roca Casterly, Jaime y Randyll Tarly dirigen las huestes Lannister hacia Altojardín, donde toman el bastión por sorpresa. Tras la batalla, Jaime permite a Olenna suicidarse con veneno. Antes de morir, Olenna le revela que ella fue la responsable de envenenar a Joffrey.
Jaime y su ejército regresaban a Desembarco del Rey con provisiones y alimentos, cuando de repente se ven atacados por la horda Dothraki de Daenerys. Cuando ambas fuerzas se preparaban para colisionar, Daenerys emerge montada en Drogon y con su fuego destroza al ejército real. Jaime intenta mantener en el orden, pero sus hombres se ven abrumados por la carga de la caballería Dothraki y el dragón. Bronn consigue malherir a Drogon gracias a una ballesta gigante diseñada por Qyburn, por lo que Daenerys desmonta para ayudar a su criatura. Aprovechando la situación, Jaime carga hacia ella con la intención de eliminarla; en ese momento, Bronn salva a Jaime cuando Drogon se disponía a incinerarlo, cayendo ambos a un lago.
Jaime y Bronn sobreviven mientras el resto de su ejército es masacrado, decidiendo Jaime acudir a dar parte a Cersei de lo ocurrido. De vuelta en la capital, Jaime admite ante su hermana que es imposible ganar la guerra, aun así, Cersei no está dispuesta a darse por vencida. También le cuenta la confesión de Olenna acerca de la muerte de Joffrey.
En el quinto episodio, Bronn guía a Jaime hacia las catacumbas de la Fortaleza Roja con el pretexto de entrenar, donde se topa de nuevo con Tyrion. El encuentro entre ambos hermanos es tenso, más Tyrion le solicita a Jaime que interceda ante Cersei para que se rinda a Daenerys para evitar que libre una guerra inútil. Jaime le comunica el mensaje a Cersei, a lo que esta responde que ya sabía de su encuentro; Tyrion propone un armisticio entre ambas reinas para combatir al ejército de los Caminantes Blancos que se dirige hacia el Muro.
Ambos bandos conciertan un parlamento, en el cual Cersei se compromete a una tregua y enviar tropas al Norte para luchar contra los Caminantes. Jaime prepara a sus generales para acudir con los ejércitos al Norte, sin embargo, Cersei cancela su plan. Afirma que no apoyará a Daenerys y Jon Nieve en su lucha contra los Caminantes, en su lugar, se preparará para combatir contra quien gane. Jaime no está de acuerdo con su decisión y decide acudir al Norte sin su permiso. También, Cersei le comunica que está embarazada.

### Octava temporada
Jaime llega a Invernalia para poner su espada al servicio de la lucha contra los Caminantes. Daenerys y Sansa Stark no le reciben con demasiado cariño, sin embargo, encuentra el respaldo de su hermano Tyrion y de Brienne. Gracias a ellos, a Jaime se le permite quedarse para luchar y cumplir con su palabra.
Jaime se encuentra de nuevo con Bran Stark en el Bosque de Dioses, a quien le pide disculpas por lo que hizo. Bran no se muestra furioso, pues afirma que si no le hubiera arrojado de aquella torre seguiría siendo, simplemente, Brandon Stark.
Jaime es uno de los que sobrevive a la batalla contra los Caminantes Blancos. También celebra la victoria en los salones de Invernalia junto a su hermano, Brienne y Podrick. Los cuatro comienzan a jugar, revelándose que Brienne no ha perdido la virginidad. Jaime se apiada de ella y la sigue hasta una habitación, donde ambos terminan acostándose. Sin embargo, la noche antes de la partida de Daenerys Targaryen, Jaime decide regresar junto a su hermana mientras Brienne, desconsolada, trata de impedirlo; Jaime le confiesa que, pese a todo lo malo que posee, Cersei es la mujer de su vida, pues cree que ambos son iguales.
En el quinto episodio, Daenerys le comunica a Tyrion que han capturado a Jaime tratando de huir a través de las líneas. Gracias a Davos, Tyrion consigue encontrarse con Jaime; a pesar de que sabe que Daenerys le matará por ello, le libera para que cumpla un cometido, lograr que Cersei se rinda para evitar la destrucción de Desembarco del Rey. Jaime y Tyrion se funden en un último abrazo, mientras Tyrion le confiesa el amor que siempre ha sentido por él.
Jaime llega a la capital en las vísperas de la batalla entre los ejércitos Targaryen y los de Cersei. De incógnito, intenta llegar hasta la Fortaleza Roja, pero los soldados cierran las puertas antes de que pueda llegar. Jaime consigue infiltrarse a través de uno de los pasadizos que conducen bajo la Fortaleza, donde se topa con Euron Greyjoy. Este le provoca afirmando que se ha acostado con Cersei, por lo que Jaime le ataca. Ambos pelean, pero Euron le apuñala dos veces en él abdomen dejándolo herido de muerte, hasta que, aprovechando un descuido, consigue clavarle su espada.

Soy el hombre que mató a Jaime Lannister
Euron Greyjoy tras la pelea

Un debilitado y malherido Jaime llega hasta la Fortaleza Roja mientras esta se está derrumbando a consecuencia del fuego de Drogon. Cersei, derrotada y sola, se lanza a los brazos de Jaime, dándose cuenta de que él está sangrando, mientras ambos amantes comparten sus últimos momentos juntos.
Siguiendo el plan de Tyrion, Jaime lleva a Cersei hasta las catacumbas de la Fortaleza para tratar de escapar, sin embargo, debido a los derrumbes, la salida se halla tapada. Cersei, con miedo y desesperada, le suplica a Jaime que no la deje morir así, a lo que Jaime le revela sus últimas palabras: «en este mundo, solo importamos tú y yo». En ese instante, el edificio colapsa sobre los dos hermanos, matándolos a ambos.